# Liste der Monuments historiques in Chalou-Moulineux
Die Liste der Monuments historiques in Chalou-Moulineux führt die Monuments historiques in der französischen Gemeinde Chalou-Moulineux auf.

## Liste der Bauwerke
| Bezeichnung             | Beschreibung | Standort | Kennzeichnung | Schutzstatus | Datum | Bild           |
| ----------------------- | ------------ | -------- | ------------- | ------------ | ----- | -------------- |
| Kirche St-Aignan        |              | (Lage)   | PA00087852    | Inscrit      | 1926  | weitere Bilder |
| Kirche St-Thomas-Becket |              | (Lage)   | PA00087853    | Inscrit      | 1931  | weitere Bilder |

## Liste der Objekte

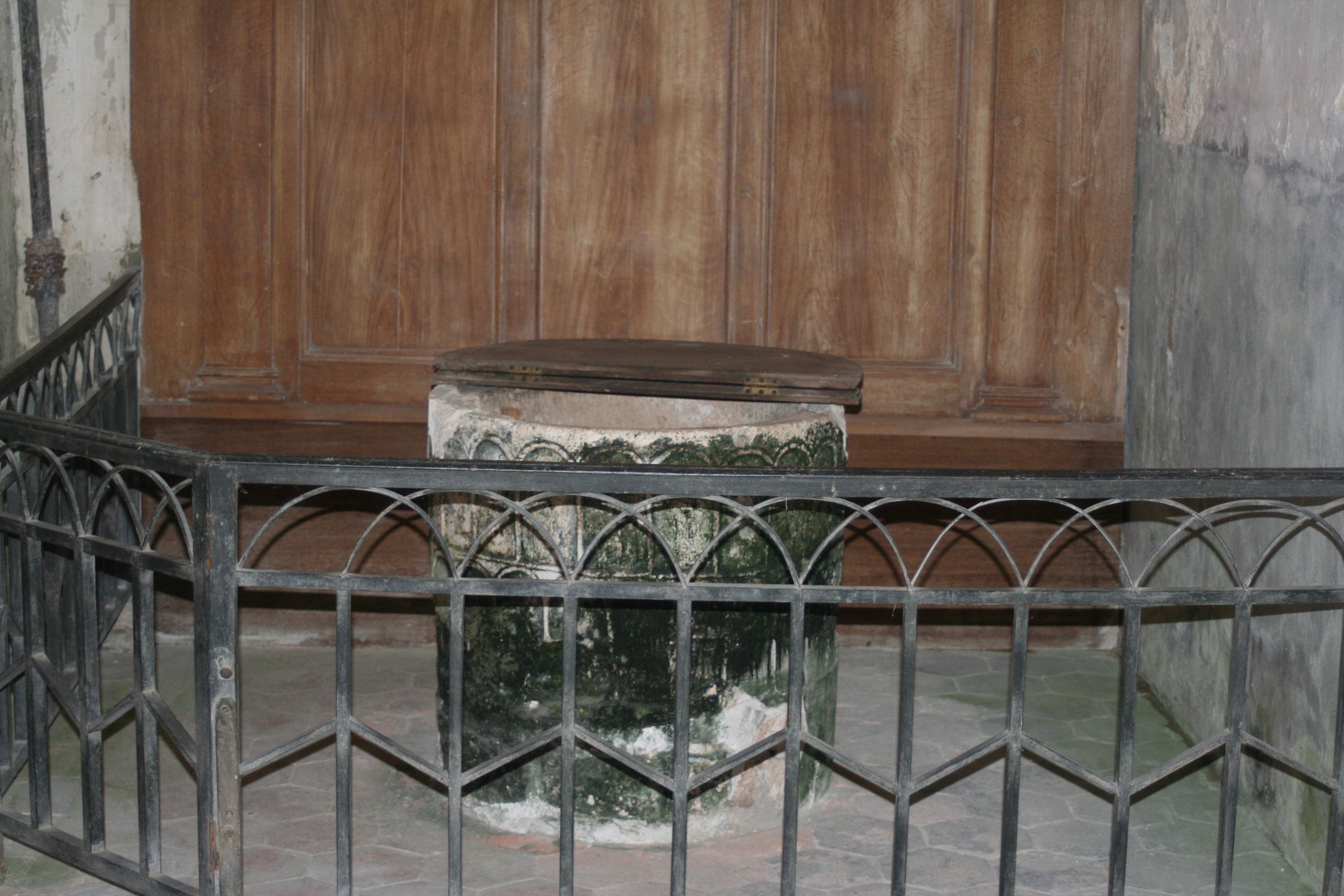
Taufbecken in der Kirche St-Aignan (12. Jahrhundert)

- Monuments historiques (Objekte) in Chalou-Moulineux der Base Palissy des französischen Kultusministeriums